# Central nuclear de Bélene
La Central Nuclear de Bélene (en búlgaro: Атомна електроцентрала „Белене“) es una  planta de energía nuclear planeada a 3 km de Bélene y a 11 km de Svishtov, en la provincia de Pleven, en el norte de Bulgaria, cerca del río Danubio. Fue pensado para sustituir cuatro reactores VVER V230-440 de la central nuclear de Kozloduy que estaban fuera de servicio, como requisito previo para que Bulgaria se uniera a la Unión Europea. El 11 de junio de 2010, el gobierno búlgaro anunció que iba a congelar indefinidamente el proyecto de construcción de la central nuclear de Bélene porque era incierto cuando se devolvería la inversión. El 30 de mayo de 2013, el recién elegido gabinete del primer ministro Oresharski anunció que estudiaba un posible reinicio para el proyecto.